# گوران بوگدانوویچ
گوران بوگدانوویچ (انگلیسی: Goran Bogdanović؛ زادهٔ ۲۷ آوریل ۱۹۶۷) بازیکن فوتبال اهل صربستان است که در پست هافبک بازی می‌کرد. او بیشتر به دلیل توانایی فنی و مهارت‌های دریبل خود مورد توجه قرار گرفت.